# Bumyrhobben
 Bumyrhobben är ett naturreservat i Storumans kommun i Västerbottens län.
Området är naturskyddat sedan 2016 och är 150 hektar stort. Reservatet omfattar västra sidan av höjden Burmyrhobben och består av barrbland- och tallnaturskog med förekomst av gamla träd.